# Feelgood (låt)
Feelgood är en låt skriven av Tony Nilsson och Jonas Myrin, och inspelad med Ola Svensson på albumet 2008 års nyutgåva av albumet Good Enough.
Den släpptes också på singel samma år.
Låten blev en hit i Sverige, där singeln sålde 40 000 exemplar och därmed belönades med 2× platina av IFPI., och fick Rockbjörnen i kategorin "Årets svenska låt".
Den 22 juni 2008 testades låten på Svensktoppen men där gick den inte in.
Den 7 juni 2008 gick låten in på 20:e-plats Trackslistan och det var sista gången inför sommaruppehållet, och vid nystarten den 30 augusti samma år fanns låten inte längre på listan.

## Listplaceringar
| Lista (2008) | Topplacering |
| ------------ | ------------ |
| Sverige      | 2            |

### Fotnoter
1. ↑  ”Svensk mediedatabas”. http://smdb.kb.se/catalog/id/002595180. Läst 20 maj 2011.
2. ↑  ”Svensk mediedatabas”. http://smdb.kb.se/catalog/id/002380372. Läst 20 maj 2011.
3. ↑  IPFI certifications in Sweden - 2008
4. ↑  ”Poplight”. 24 januari 2009. Arkiverad från originalet den 25 maj 2012. https://archive.is/20120525191949/http://poplight.zitiz.se/node/42058. Läst 20 maj 2011.
5. ↑  ”Svensktoppen”. 22 juni 2008. http://sverigesradio.se/sida/topplista.aspx?programid=2023&date=2008-06-22. Läst 20 maj 2011.
6. ↑  ”Svensktoppen”. 29 juni 2008. http://sverigesradio.se/sida/topplista.aspx?programid=2023&date=2008-06-29. Läst 20 maj 2011.
7. ↑  ”Tracks Lördag 7 juni 2008”. Tracks Listarkiv 1984-2010. Sveriges Radio. http://sverigesradio.se/sida/topplista.aspx?programid=2696&date=2008-06-07. Läst 6 augusti 2017.
8. ↑  ”Tracks Lördag 30 augusti 2008”. Tracks Listarkiv 1984-2010. Sveriges Radio. http://sverigesradio.se/sida/topplista.aspx?programid=2696&date=2008-08-30. Läst 6 augusti 2017.
9. ↑  ”Listplacering”. Arkiverad från originalet den 24 oktober 2012. https://web.archive.org/web/20121024102815/http://hitparad.se/showitem.asp?interpret=Ola&titel=Feelgood&cat=s. Läst 20 maj 2011.